# کیلسور
کیلسور (نام علمی: Chilesaurus) نام یک سرده از سخت‌دنبان است.